# WIG-media
WIG-MEDIA – indeks giełdowy spółek sektora medialnego Giełdy Papierów Wartościowych w Warszawie. Ten subindeks giełdowy indeksu WIG obliczany jest od 31 grudnia 2004 roku.